# Economía en la Italia fascista

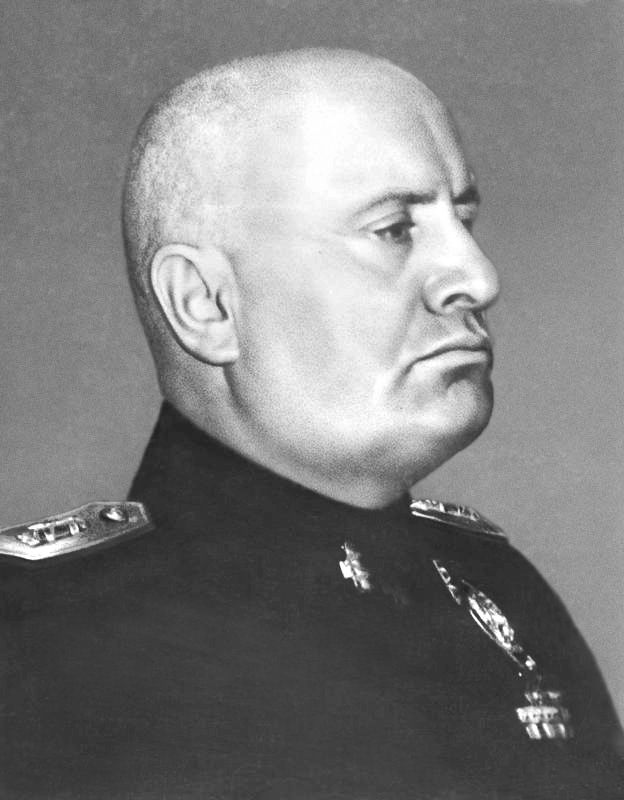
Retrato de Benito Mussolini, líder de la Italia fascista, publicado en 1943 por la conmemoración de su 60 cumpleaños

La política económica del fascismo, conocida en Europa durante las décadas de 1920 y 1930 como "corporativismo", era un ingrediente esencial del totalitarismo económico tal como lo practicaban Mussolini y Hitler. El llamado corporativismo fue adoptado en Alemania e Italia durante la década de 1930 y fue considerado como un "modelo" por intelectuales y políticos en los Estados Unidos y Europa. Una versión del fascismo económico fue de hecho adoptada en los Estados Unidos en la década de 1930 y sobrevive hasta nuestros días. En Estados Unidos, estas políticas no se llamaban “fascismo" sino "capitalismo planificado". Aunque la palabra fascismo no es políticamente aceptable, su sinónimo, “política industrial”, continúa siendo muy popular. Visto desde una perspectiva económica, el fascismo significó (y significa) una política industrial intervencionista, mercantilista, proteccionista y una ideología que subordina el individuo al Estado.

## Características generales de la economía de la Italia fascista
Las crisis que surgieron durante este periodo fueron causadas por las industrias armamentistas que crearon guerras y conflictos, para vender armamento, obtener ganancias y poder. Estos motivos, mostraban con claridad la tendencia de las industrias, que era generar nuevas necesidades para la población. El conflicto y la violencia de esa época hicieron casi imperceptible los avances tecnológicos, no relacionados con armas; por ejemplo, el auge de la información encabezado por Guglielmo Marconi (fundador de la empresa Marconi). Algunos de sus avances e inventos más significativos fueron:
1. Las estaciones inalámbricas Marconi (fueron las primeras en anunciar la guerra)
2. Sistemas de transmisión inalámbrica de voz (el avance tecnológico más importante de la Primera Guerra Mundial)
3. Operadores de suministros inalámbricos (ofrecidos al gobierno británico).

En 1929 Italia tomó algunas medidas económicas, estas propuestas modificaron y marcaron el camino del Estado, con poca intervención, dejando la autoridad a los líderes fascistas que controlaban partes de los campos rurales. Por otra parte, se efectuó un breve análisis de la economía de guerra enfatizando las razones por las cuales la movilización fue limitada.
La población italiana tenía dividida su tendencia política y económica pues el conflicto entre fascistas y socialistas, en puestos de poder tanto privados como públicos, colocaban en una posición confusa la ideología y los objetivos del país. Mussolini junto con otros fascistas como Ettore Ovazza, Roberto Farinacci, reprimieron los movimientos católicos y socialistas de la región. Esta involución política fascista fue provocada por una represión extremista en todos los sentidos, y que el Estado no tendría ninguna intervención para proteger a la población. Su inactividad se pudo manifestar en el plano económico, donde el estado liberal dominaba sobre la intervención de este. El conflicto entre socialistas y fascistas en Italia llegó a todos los sectores de la población, creando una guerra civil donde se podía ver a la clase baja y la clase alta en distintas posiciones; burguesía socialista, y estudiantes y campesinos fascistas. Esto causó una división en el país de magnitud significativa.
Explicar el movimiento bolchevique nos permitiría contemplar el comportamiento de los líderes y políticos italianos, refiriéndonos a una corriente de la Unión Sindical Italiana (USI) favorable a la alianza con los comunistas y capitaneada por Nicola Vecchi, que luego se pasó al fascismo. Esta corriente publicaba en Verona el periódico L’Internazionale y polemizaba ásperamente con la mayoría de la USI que la había desautorizado. Los cambios de ideologías en este territorio, tuvieron una marcada tendencia hacia la violencia, el radicalismo se manifestó en todos los integrantes nacionalistas, incluyendo a su líder Benito Mussolini.
Los lemas de Mussolini en cuanto a la economía del país fueron ‘‘El fascismo rechaza frontalmente las doctrinas del liberalismo, tanto en el campo político como económico’’ y “nada fuera del estado.” Esto señaló el establecimiento de una economía planificada y, en cierto modo, monopolizada. Ya que la política fascista estaba en contra del marxismo y el socialismo, rechazaba por completo el materialismo, algo que las dos apoyaban. Estas ideas fueron las que marcaron el inicio del fascismo.
En el plano económico del fascismo italiano es posible identificar por lo menos dos fuentes de inspiración para poder comprender su programa económico que se venía desarrollando desde los años treinta. En primer lugar se encuentra el pensamiento del economista y político Francesco Saverio Nitti, quien ubicó en el centro del debate económico la conexión entre el papel del Estado, la modernización y la industrialización. Nitti entendía que el Estado era el encargado de medular el crecimiento y el desarrollo económico, organizando y movilizando el potencial humano y técnico de la Nación.
Las políticas económicas del fascismo italiano se dividen en tres etapas:
1. Fase liberal (1922-1929).
2. Fase autárquica (1929-1940). Fue la respuesta a la Gran Depresión.
3. Fase de colapso económico. Aconteció durante la Segunda Guerra Mundial.

### Periodo intervencionista
Mussolini nombró como ministro de Finanzas a Alberto de Stefani, quien tenía una formación y reputación de economista ortodoxo. Sus políticas no fueron bien vistas en los sectores económicos, y tampoco tenía un consenso general, llevando así a una política excesivamente deflacionaria la cual afectaba valores en la bolsa. Debido a la poca disposición por parte del ministro de continuar las ayudas financieras y subsidios públicos, estas se convirtieron en deudas de la Primera Guerra Mundial. Así como la Confederación General de la Industria Italiana, se opuso a los monopolios privados. Las políticas liberales implementadas por el Ministro de Finanzas cayeron debido a sus consecuencias en el mundo empresarial. El régimen fascista se sentía estable ya que podía asegurar una intervención del Estado al momento de deslindarse de las políticas liberales.
Después de Stefani, se nombró a un nuevo ministro, Volpi. Él continuó con la corrección de las finanzas públicas y con la aceleración del proceso de negociación de la deuda con Estados Unidos, Inglaterra y Francia durante la Primera Guerra Mundial. La política agraria se canalizó hacia el incremento del área cultivada, principalmente de cereales, la mecanización y el mejoramiento de la productividad por hectárea. Hablando en términos agroecológicos, existió una mejora en el suelo, en la construcción de vías de comunicación, canales, drenajes y una red de ciudades por parte de campesinos sin tierras. Algunos de sus propósitos eran aplicados en los sectores agro económico y social; así como en repartición del campo a familias de excombatientes de la Primera Guerra Mundial.

### La Gran Depresión, la nueva dirección económica, autarquía y expansión imperial
En 1925 Mussolini estableció el totalitarismo, donde asume que los asuntos de cada individuo son relevantes para el estado, con esto el gobierno adquiere control de la mayor parte de la sociedad civil. Para 1930 la economía fascista ya era controlada por el Consejo Nacional de Corporaciones. La invasión Italiana en Etiopía trajo una serie de cambios importantes: se incrementaron las tarifas de importación y se limitó la cantidad de exportaciones realizadas, muchos hombres de negocios se volvieron empleados del estado, se dividieron las tierras de sembradío, se controlaron las cantidades y el tipo de plantaciones. Sin embargo estos cambios solo lograron incrementar la producción industrial en un 15 %, la productividad laboral permanecía baja y los costos de producción altos.
Esta economía fascista de Mussolini estaba diseñada para favorecer a sus soldados aliados y a las personas cercanas al estado, más que a los ciudadanos comunes. Uno de las organizaciones más populares de la economía fascista fue el Dopolavoro, una organización recreativa dirigida hacia los trabajadores. El Dopolavoro fue usado como un distractor para los trabajadores, otorgando vacaciones subsidiadas, conciertos y visitas al teatro para desviar la atención de la disminución de salarios y la difícil situación económica.
Al darse cuenta de que sus promesas serían difíciles de cumplir, Mussolini se dio cuenta de que la única manera de poder llegar a competir con empresas de gran escala y otras a nivel internacional era si el estado intervenía directamente en la economía. Este movimiento ayudó más adelante a crear el Instituto de Reconstrucción Industrial que evitó el colapso inminente del sistema bancario italiano. Sin embargo, el IRI también sirvió otro propósito, ayudó a crear más empresas a pesar de la falta de capital y a abastecer de armamento militar a Italia.
En cuanto a agricultura, se produjo más trigo para sostener la demanda del país, descuidando la producción para exportar y así disminuyendo la posible cantidad de ingresos aún más. La economía Italiana no logró recuperarse de todos los movimientos que había realizado hasta después de 1945.

### Colapso económico durante la Segunda Guerra Mundial
Italia no estaba lista para participar en la Segunda Guerra Mundial económicamente, y menos después de haber pasado por la Depresión. Carlo Favagrossa creía firmemente que el país tardaría hasta 1942 en ser capaz de realizar operaciones militares. Lamentablemente, al firmar el Pacto de Acero, la participación de Italia fue obligatoria ya que el acuerdo establecía que si Alemania decidía ir a la guerra Italia se vería obligada a apoyarla. Por eso, en 1936 el país aportó armas, soldados y provisiones a la batalla.
Sin embargo los recursos Italianos no duraron por mucho tiempo. Por esto, en la invasión Alemana de Rusia, Mussolini envió 230 000 soldados mal equipados. Esto mientras el pueblo italiano moría de hambre. Por esta razón Mussolini fue encarcelado tras 20 años de estar al frente del movimiento fascista, y posteriormente fue liberado tras la invasión alemana.

## Italia fascista
La Italia fascista de Mussolini se caracterizó por el principio de violencia que tenían presente todos sus simpatizantes. El desprecio del catolicismo y del socialismo fueron características de la represión en esa época. Después de la Primera Guerra Mundial el pueblo Italiano quedó inconforme por no haber obtenido los resultados deseados, de la lucha por expandir su territorio y obtener una mejor calidad de vida. Esto ocasionó descontento de la población, originando que se refugiaran en la ideología fascista.
Ahora bien la ideología fascista tuvo sus inicios en la Primera Guerra Mundial, en esa época Francia, Italia, Gran Bretaña y Rusia lidiaron una batalla en contra de Alemania y Austria, es ahí donde algunos italianos empezaron a simpatizar con el movimiento. La batalla Caporetto en 1917, acontecimiento que marca un cambio en la cotidianidad Italiana, mostrando su debilidad militar. El régimen fascista de Mussolini, basado en la violencia ha marcado la tendencia para los países que necesitan ejercer un control fuerte sobre su población, la represión, autoritarismo e imposición política y económica, son factores de altas tasas de recurrencia en países subdesarrollados. A diferencia de los países desarrollados que muestran características contrarias a este régimen, como son intervención del estado, regímenes democráticos, economías mixtas, libertad de expresión para artistas e intelectuales, respeto a los derechos humanos, organización política centralizada y una marcado movimiento de su población hacia otras áreas de trabajo, han dejado la postura nacionalista atrás.

### El ascenso al poder
En el año 1922 Mussolini inició la revolución fascista, caracterizada por los numerosos actos de violencia y agresiones a sus adversarios políticos por parte de los “camisas negras”. Mussolini afirmaba públicamente el derecho del fascismo a gobernar el país, y el 28 de octubre de 1922 llevó a cabo la “Marcha sobre Roma”, una gran manifestación que culminó en la renuncia del primer ministro italiano, la imposición y el ataque a otros grupos políticos fueron la clave de este movimiento para empoderarse en Italia, un claro ejemplo, de esto fue cuando El rey Víctor Manuel III no opuso resistencia al avance de Mussolini, quien formó un nuevo gobierno con poderes absolutos, negándole la voz a los partidos opositores. Las camisas negras fueron institucionalizadas, formando así la Milicia Voluntaria para la Seguridad Nacional. Este grupo de choque aterrorizo las calles Italianas en la persecución de ideologías distintas.

### El Régimen fascista
En la Italia fascista surgió la Milicia Voluntaria para la Seguridad Nacional, conocidos como camisas negras. Este grupo de choque logró empoderarse y encargarse de la seguridad de la población Italiana, convirtiéndose así en miembros de la policía, marina y ejército de este país. Como se puede deducir estas fuerzas eran radicales, con un grado de violencia muy alto, donde se tiene al conflicto como base estructural, del intento fallido de imperio que intento crear Mussolini.
Este grupo tenía una frase característica “non me ne friega niente”, que significa me importa un bledo, esta frase junto con la postura de violencia por violencia, género, que aunque los socialistas hayan ganado en la urna, (“democráticamente”) se le cediera el poder a los fascistas. Por razones lógicas, es de considerar que la violencia, tuvo que estar acompañada de una sistematización y organización calificada, para llegar a cubrir papeles que llegaron a tener, sin embargo no desembocó en la generación de una autoridad centralizada en un líder, esto principalmente porque la Italia fascista basaba su dominio en regiones distribuidas con líderes en puntos estratégicos. Otro factor que permitió al fascismo subir al poder fue su alianza con el Estado y la burguesía. La represión, la inactividad del estado y la explotación burguesa fueron claves para el declive socialista. Esto permitió que Mussolini se mantuviera en el poder por más de 20 años.

### El gobierno de Mussolini
El gobierno de Mussolini tuvo las siguientes características: Poder de las fuerzas represivas; la represión, el autoritarismo y la violencia fueron la herramienta principal de Mussolini, sin embargo estos factores en cuestiones internacionales, demostraron que Italia tenía un poder militar débil. Además el fuerte sentimiento del nacionalismo; la ideología que adoptaron varios líderes de Italia, su postura radical, y su sentimiento de derrota ante la guerra internacional, son piezas fundamentales aprovechadas por Mussolini para tomar el poder.
Desconocimiento de derechos Humanos

Este aspecto es un factor fundamental, no solo para el ascenso de Mussolini, sino para la creación y participación de la guerra en todos los países.

Dominio masculino

La ideología fascista, no puede escapar de comportamientos claves y estructurales de su creación, el machismo generado desde civilizaciones milenarias, es un factor que aprovechó Mussolini para su ascenso.

Medios de Comunicación

Mussolini como buen conocedor de su profesión, entendió que controlar los medios de comunicación es fundamental para el control de las masas, el controlar los medios y reprimirlos proporcionó que la ideología se impusiera de forma más directa.

Postura de la religión

El discurso que creaba Mussolini mezclando religión y militarismo, permitió que la ideología se impusiera de forma inconsciente en lo habitantes de Italia.

Desprecio por las artes e intelectuales

Mussolini tuvo una gran sensibilidad para el reconocimiento de sus enemigos más destacados, reprimir y controlar las expresiones artistas e intelectuales, esto ocasionó que la ideología fascista sea la más viable y acercada a la verdad.

Aristocracia Industrial y Comercial

El estado y la burguesía son elementos claves de la sociedad, controlar y manipular estos poderes, es clave para el control en cualquier país.

Seguridad Nacional

La imposición de violencia, haciéndose legal al colocar a las camisas negras como autoridad, es una medida que se impuso con Mussolini y que, sirviendo como ejemplo para los demás países y en la actualidad.

El régimen fascista de Mussolini, basado en la violencia ha marcado la tendencia para los países que necesitan ejercer un control fuerte sobre su población, la represión, autoritarismo e imposición política y económica, son factores de altas tasas de recurrencia en países subdesarrollados. A diferencia de los países desarrollados que muestran características contrarias a este régimen, como son la baja intervención del estado, regímenes democráticos, economías mixtas, libertad de expresión para artistas e intelectuales, respeto a los derechos humanos, organización política centralizada, ayuda social y una marcado movimiento de su población hacia otras áreas de trabajo, han dejado la postura nacionalista atrás.
Mussolini fue un gran dictador y manipulador de masas, sus cambios ideológicos le permitieron tomar elementos clave de cada uno ellos para formarse integralmente y conocer las técnicas políticas y económicas de manipulación más destacadas de su tiempo. Este personaje es un ejemplo de líder maquiavélico creado para esos tiempos, su alianza y manipulación de diferentes líderes lo complementaron en su búsqueda por crear un imperio parecido al romano. Mussolini fue un líder que marcó la historia de Italia.

## República Social Italiana
La República Social Italiana o también llamada República de Saló fue el Estado que creó Mussolini ocupado por la Wehrmacht, ejército de tierra alemana. Primeramente la capital se situaba en Roma pero se practicaba en Saló, en el norte del país. Mussolini por ser su creador fue su único Jefe de Estado. La política económica se basó en la socialización y su forma de gobierno consistió en una República Unipartidista/Militar en mandato del Partido Fascista Republicano. Era necesario iniciar un nuevo ciclo en 1919 con la fundación de los Fascios de Combate. Estos eran puntos para la Asamblea Constituyente para declarar la abolición de la Monarquía para poder proclamar la República Social.
Los italianos se rindieron ante los aliados haciendo que las tropas alemanas se infiltraran en el territorio italiano, sorprendiendo al ejército de Italia. El 12 septiembre con el comando militar al mando del alemán Otto Skorzeny se realizó la Operación Roble, la cual consistía en la liberación de Mussolini de la prisión Campo Imperatore. Hitler y Mussolini tenían una relación diplomática, por lo que se reunieron después de su estancia en la cárcel. El dictador alemán logró persuadir el pensamiento del italiano, ya que este ya estaba harto de las responsabilidades que una guerra tenía. Llevando a Mussolini a formar un nuevo estado fascista bajo la protección de Wehrmacht, fuerzas armadas unificadas de la Alemania Nazi, y en caso en que este se negará se instalaría la Administración Militar Alemana en Italia.
Debido a la presión ejercida, el regreso de Mussolini a Italia tuvo un giro. Se instaló en Milán y anunció la creación del Partido Fascista Republicano. La sede de este nuevo gobierno fue establecida en una pequeña localidad llamada Saló, en la provincia de Brescia. Por obvias razones el nuevo régimen actuaba bajo la influencia de Wehrmacht, el cual era el verdadero poder de la República Social Italiana.

## Movimientos económicos durante el fascismo italiano

### Relaciones económicas entre Italia y México
El intercambio comercial entre Italia y México no rebasó un papel relativamente secundario ya que después se vivió el fracaso de la primera fase de acercamientos y contactos iniciado en 1919. Italia exportaba más hacia México en comparación de lo que se importaba de este país. Macchioro, el ministro italiano en 1930, declaró que Italia tenía un gran interés en proteger México, mientras que los mexicanos no tenían un interés en Italia. Las mercancías que Italia exportaba a México eran principalmente textiles (artisela), productos químico-farmacéuticos, llantas, mármoles, artículos de lujo (vinos y licores) y armas. Mientras que las importaciones de México a este país se concentraba mayormente en el petróleo y sus derivados, ya que México fue y es uno de los principales países exportadores de petróleo crudo debido a su riqueza en sus suelos. Sin embargo, la cuota de combustible de procedencia mexicana se redujo de manera continua a finales de los años veinte, debido a la baja producción mexicana, la cual fue causada por tensiones entre el gobierno y las compañías concesionarias.
A pesar de llevar un buen acuerdo económico bilateral durante un tiempo, en julio de 1926 llegó a Italia la última delegación comercial conformada por mexicanos, integrada por 54 comisionados de la Cámara de Industria y Comercio. Así fue que en octubre del mismo año, México dio por terminado el tratado de “nación más favorecida” con Italia y retiró el agregado comercial que tenía en Roma, disminuyendo drásticamente las exportaciones de Italia hacia México. El comercio también se vio afectado por los decretos proteccionistas italianos en 1933. No obstante a lo sucedido, el canal comercial que siguió trabajando durante esta fase de declinación fue la de las ventas de materiales de guerra provenientes de Italia a México. Los responsables de este negocio eran, en Italia, el general Luis Amezcua, estudió en la Escuela de Guerra de Turín; mientras que en México, era el conde Costantino de Bellegarde de Saint Lary, representante de firmas comerciales italianas.
Debido a que las finanzas del país son un verdadero desastre, el índice de desempleo es muy grande, entre otras adversidades; varios proyectos italianos en México fueron pausados y en ocasiones rechazados por el gobierno de Italia. Un ejemplo fue que la invitación para abrir una exposición de productos italianos dejó de tener seguimiento. Otra razón de porque el comercio italiano estaba prácticamente pausado es la ausencia de un subsidio anual por parte del gobierno italiano, haciendo que los comerciantes de Italia sufrieran de igual manera que los mexicanos la crisis que se vivía.
Ya que ambas economías se estaban centrando en el proteccionismo, llevando a una sustitución de las importaciones y de los acuerdos bilaterales de canje. Italia consideraba que no estaba en condición de ofrecer los productos adecuados para el mercado mexicano. Los únicos que eran más necesarios eran bienes como las maquinarias industriales, los vehículos y los navíos, fabricados por industrias del norte de Italia.
En 1934, debido a la depresión, el gobierno mexicano firmó otro acuerdo económico de un año con Italia, en el cual se incluía el tratamiento como nación más favorecía a los nacionales, a los navíos y a las mercancías del otro. Sin embargo; por una invasión a Italia por parte de Abisinia, llevó nuevamente a una paralización del comercio bilateral.
Cárdenas tenía la idea de desarrollar una industria nacional y en el mercado interno, pero por el acentuado proteccionismo fue casi imposible; casi como se manejaba en Italia. Debido a las relaciones de México y Estados Unidos, creció el intercambio de mercancías entre estos dos países. Desapareciendo poco a poco a otros inversionistas. México nacionalizó los pozos petroleros con grupos norteamericanos e ingleses. La expropiación petrolera mexicana fue de gran ayuda para Italia porque fue una gran oportunidad para insertarse en el mercado mexicano. Italia propuso un canje al 100 % de petróleo contra mercancías, acuerdo el cual México no estaba dispuesto a canjear. Después de discutir las características del acuerdo, en octubre de 1938 se firmaron los contratos para la venta de petróleo a Italia, el cual se transportaría en barcos cisterna italianos. Asegurando que Italia fuera dueña de un 17 % del petróleo exportado de este país entre 1938 y 1940.

### El milagro económico
Las relaciones que antes no existían con otros países durante el fascismo y la Segunda Guerra Mundial se vieron completamente cambiadas durante el Milagro Económico de Italia (1950-1963). El control fascista desvaneció, se eliminó la idea de alcanzar un autarquía, Italia se reintegró en el comercio europeo y logró un crecimiento del 6 % por año. Empezó a exportar ropa, máquinas de escribir, muebles, máquinas de coser, motonetas y carros (Fiats, Maseratis y Lamborghinis siendo los más conocidos). En dos décadas Italia pasó de ser un país principalmente agricultor a uno industrial.